# Armanda
Armanda je žensko osebno ime.

## Izvor imena
Ime Armanda je ženska oblika moškega osebnega imena Herman.

## Različice imena
- moški različici: Armand, Armando

## Tujejezikovne različice imena
- pri Italijanih: Armanda, Armandina

## Pogostost imena
Po podatkih Statističnega urada Republike Slovenije je bilo na dan 31. decembra 2007 v Sloveniji število ženskih oseb z imenom Armanda: 16.

## Osebni praznik
Osebe z imenom Armanda lahko godujejo takrat kot osebe z imenom Herman.